# Chiesa di San Quintino (Montechiarugolo)
La chiesa di San Quintino è un luogo di culto cattolico dalle forme romaniche e neoromaniche, situato in piazzale San Quintino a Montechiarugolo, in provincia e diocesi di Parma; è sede di una parrocchia compresa nella zona pastorale della Pedemontana.

## Storia
L'originario luogo di culto romanico fu costruito in epoca medievale; la più antica testimonianza della sua esistenza risale al 1230, quando l'Ecclesie S. Quintini de Monte clerevulo fu menzionata nel Capitulum seu Rotulus Decimarum della diocesi di Parma tra le dipendenze della pieve di Santo Stefano di Basilicagoiano.
Documenti del 1494 testimoniano che all'epoca la chiesa era gestita dai frati eremitani, ma in seguito fu annessa al vicino monastero di Santa Monica.
Nel 1602 il luogo di culto divenne sede di vicariato, mentre nel 1694 fu assegnato in patronato alle confraternite del Santissimo Sacramento e del Rosario. Alla fine del XVII secolo fu costruita la sagrestia in adiacenza al campanile.
Nel 1901, su progetto dell'architetto Camillo Uccelli, furono avviati i lavori di ristrutturazione in stile neoromanico della chiesa medievale, in quanto ormai profondamente deteriorata; il tempio fu sopraelevato e furono ricostruite le facciate, conservando dell'edificio originario soltanto la zona absidale e il campanile. Gli interni furono decorati nei decenni seguenti.
Il 23 dicembre del 2008 un violento terremoto causò alcuni danni al luogo di culto, che nel 2014 fu restaurato e consolidato strutturalmente.

## Descrizione

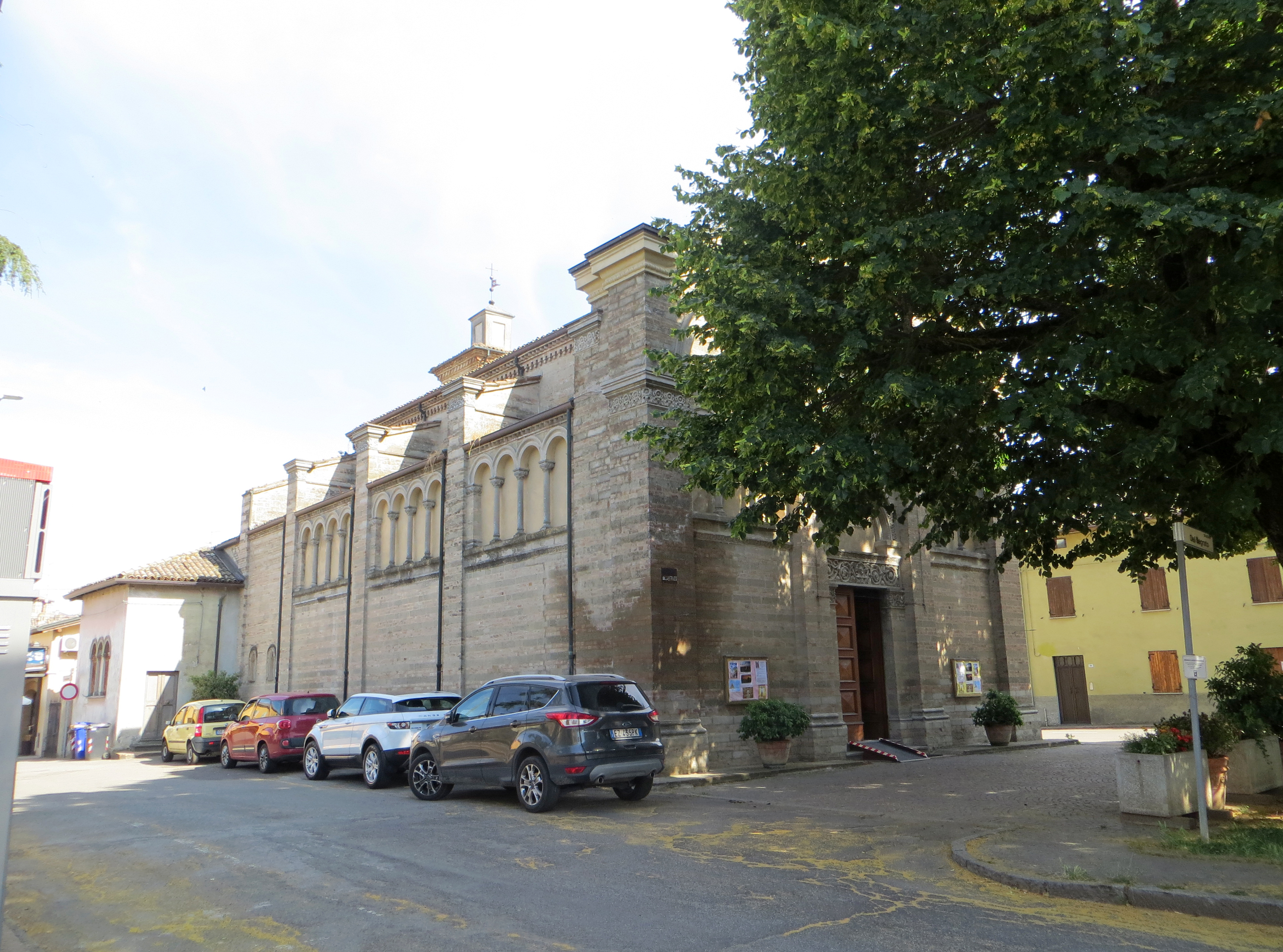
Facciata e lato nord

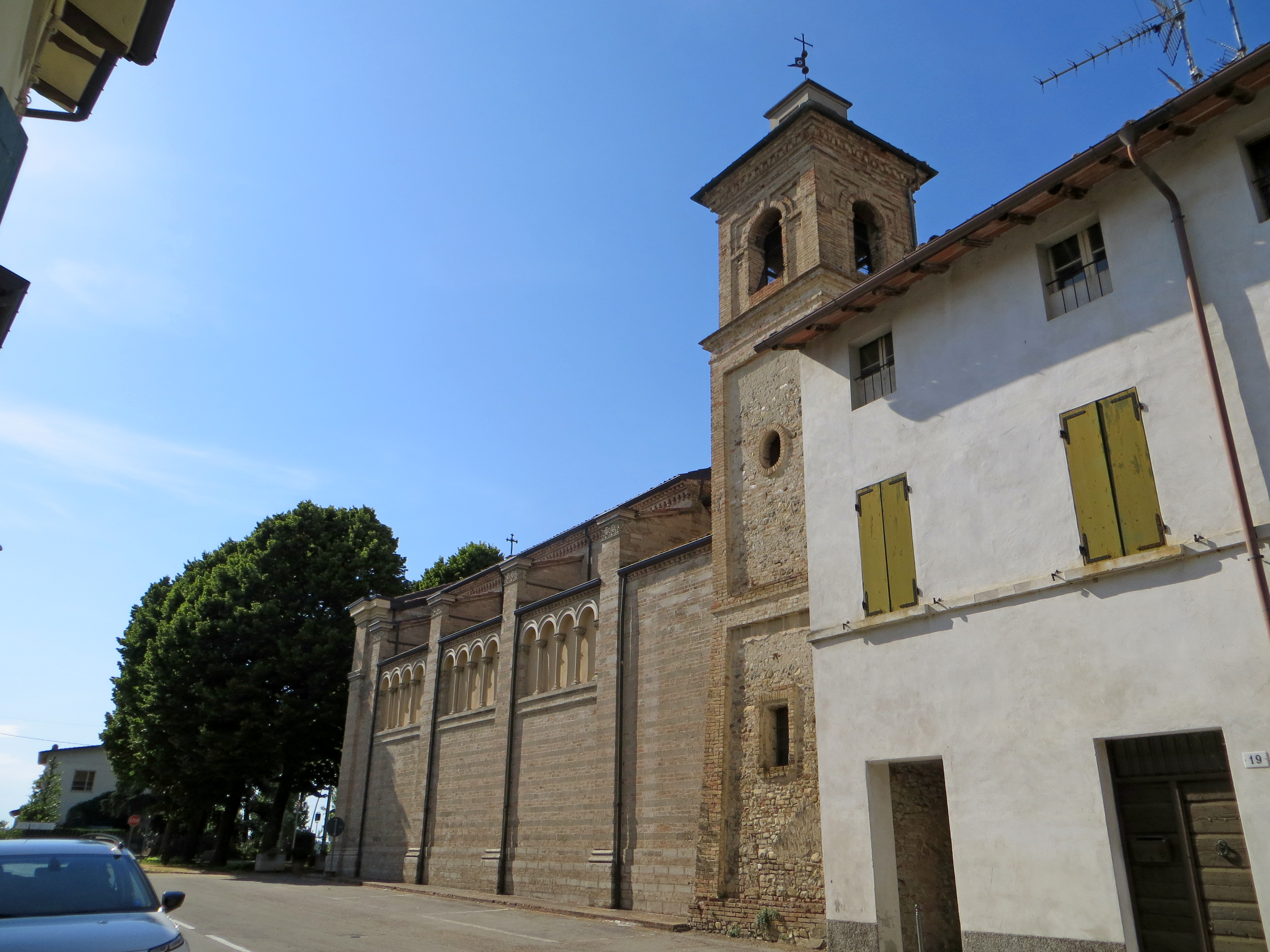
Lato sud e campanile

La chiesa si sviluppa su un impianto a navata unica affiancata da tre cappelle per lato, con ingresso a ovest e presbiterio absidato a est.
La simmetrica facciata a salienti, rivestita a fasce alternate di laterizio e pietra, è scandita verticalmente da quattro alte paraste coronate da capitelli scolpiti, a sostegno di tre arcate a tutto sesto in rilievo; al centro è collocato il portale d'ingresso, delimitato da piedritti con capitelli e architrave ornato da un bassorilievo; su quest'ultimo si imposta una doppia arcata strombata, sormontata dal grande rosone incorniciato; ai lati si aprono due finte trifore ad arco, suddivise da colonnine in pietra coronate da capitelli corinzi, e, più in alto, due piccole finestre romboidali; in sommità si sviluppa lungo gli spioventi del tetto il cornicione in aggetto.
I fianchi, rivestiti analogamente al prospetto principale, sono scanditi da contrafforti, che separano le finte quadrifore; più in alto si aprono sulla navata ampie finestre circolari, mentre a coronamento corre un motivo in mattoni disposti a denti di sega. Al termine del lato meridionale si innalza su tre ordini il campanile d'origine romanica rivestito in laterizio, con base a scarpa; gli spigoli sono arricchiti da lesene, mentre in sommità si affacciano le aperture ad arco a tutto sesto della cella campanaria; a coronamento si eleva oltre il cornicione la piccola lanterna a base quadrata.

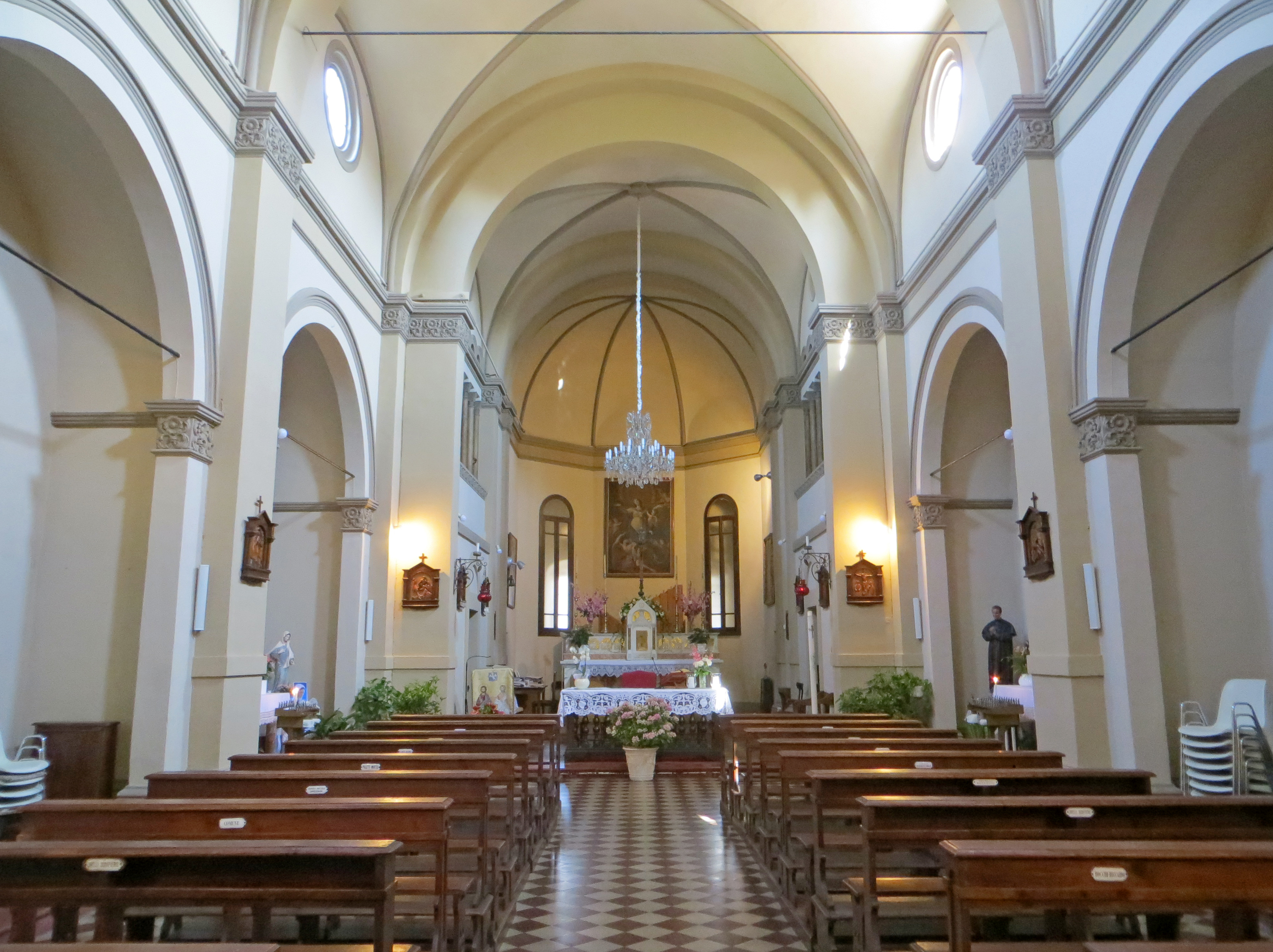
Navata

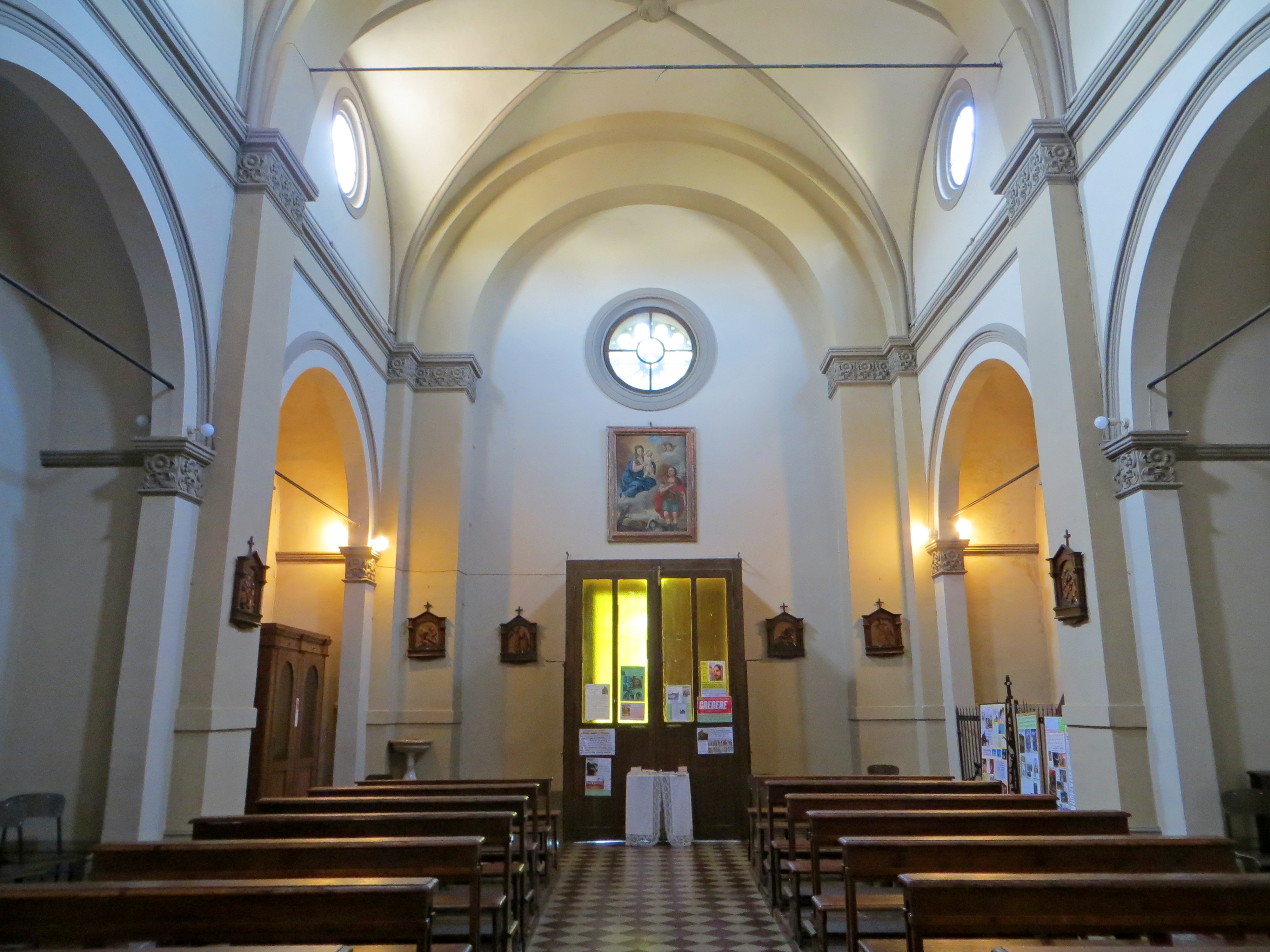
Controfacciata

All'interno la navata, coperta da volte a crociera con costoloni intonacate, è affiancata dalle arcate a tutto sesto delle cappelle laterali, scandite da lesene coronate da capitelli dorici a sostegno del cornicione perimetrale.
Il presbiterio absidato, chiuso superiormente da una volta a crociera e dal catino a spicchi, è illuminato da due monofore ad arco laterali; nel mezzo si staglia dietro all'altare maggiore ligneo la pala raffigurante l'Assunzione, dipinta forse da Clemente Ruta agli inizi del XVIII secolo.
La prima cappella sulla sinistra ospita una scultura tardo-settecentesca in terracotta policroma raffigurante un Ecce Homo, realizzata da Giuseppe Sbravati. Nella successiva cappella si trovano tre statue in legno dipinto: al centro è collocato il cinquecentesco Cristo morto, mentre nelle nicchie sono posti i seicenteschi San Francesco e Sant'Antonio.
L'ambiente a sud del presbiterio è decorato con affreschi tardo-quattrocenteschi, rinvenuti nel 1986; i dipinti, posti all'interno di riquadri, raffigurano l'Annunciazione, San Quintino e il povero, la Madonna con santa Lucia e, nel mezzo, la Madonna della Misericordia, commissionata nel 1483 dal conte di Montechiarugolo Marsilio Torelli.